# Tsunahiro

Zentren der japanischen Schwertschmiedetraditionen. Die Gokaden sind rot gekennzeichnet.

Tsunahiro (綱廣) ist eine japanische Schwertschmiede-Schule, die ihren Ursprung in der Provinz Sagami gegen Ende der Muromachi-Zeit (室町時代 1336 bis 1573) hat. Die Schmiedekunst entspringt der Sōshū-Tradition und damit einer der 5 Gokaden.
Diese Tradition wird von Tsunahiro als Sue-Sōshū seit über 450 Jahren in mittlerweile 17. Generation fortgeführt und kann heute noch in der Stadt Kamakura im Westen Tokios bestaunt werden.
Gegründet wurde die Schule höchstwahrscheinlich von der 6. Generation Masahiro, der zur Tenbun Ära (1532 bis 1555) vom Daimyō Hōjō Ujitsuna (北条氏綱, 1487 bis 1541) in seine Burg Odawara (小田原) eingeladen wurde und dort unter seinem Schutz schmiedete. Von seinem Schutzherren erhielt Masahiro das Tsuna-Kanji (綱) und trug fortan den Namen Tsunahiro (綱廣).
Er signierte seine Arbeiten mit Sōshū Ju Tsunahiro 相州綱廣 und gewann schnell große Anerkennung und eine starke Schülerschaft aufgrund seiner hervorragenden Fähigkeiten und Arbeiten. So ist er heute als einer der führenden Sōshū-Schmiede gelistet und in allen gängigen Formaten bewertet:
- Hawley: 120 Punkte
- List of Wazamono: Ryōwazamono
- Fujishiro: jō-saku
Die nachfolgenden Generationen führen den Stil, der sich durch eine relativ flache Sori, ein überproportional großes O-Kissaki, einen ō-midare hitatsura oder gunome-midare Hamon mit nioi-deki auszeichnet, fort. Das Boshi ist meist Midare Komi mit langem Kaeri. Besonders hervorzuheben sind dabei die 2. Generation und 3. Generation Tsunahiro.

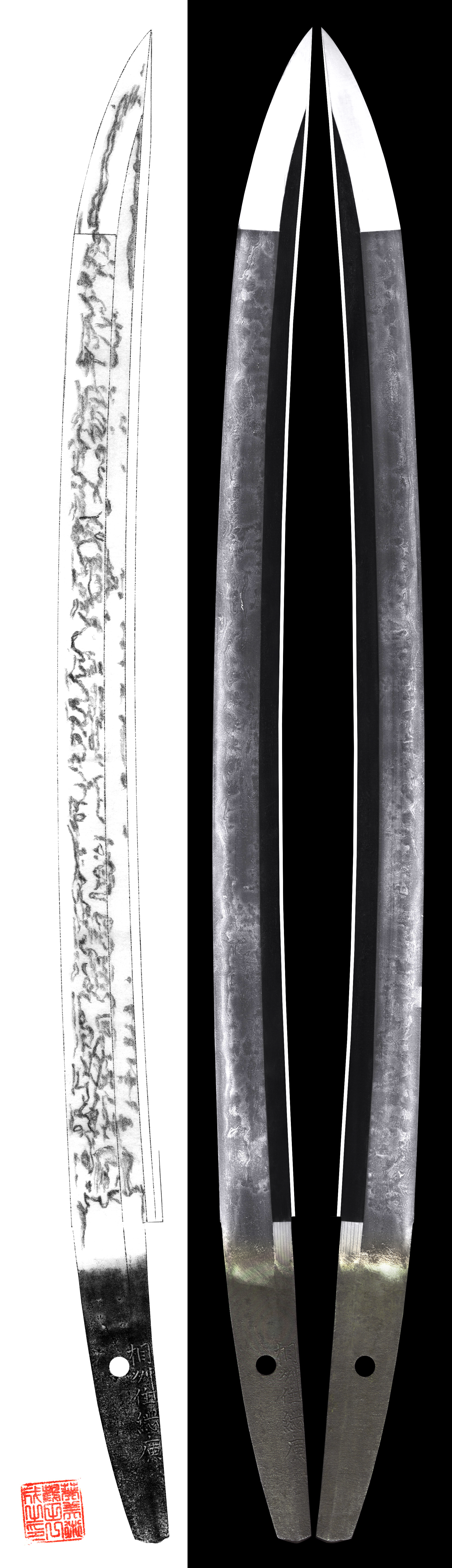
Oshigata eines Wakizashi, signiert von der 2. Generation Tsunahiro

Im Jahr 1590 während der 3. Generation Tsunahiro wurde die Burg Odawara von Toyotomi Hideyoshi erobert und der Daimyō Hōjō Ujitsuna musste nach dieser Niederlage Seppuku begehen. Tsunahiro siedelte ins benachbarte Kamakura um und arbeitete für Tsugaru Ujinobu (津軽為信, 1550–1608) ab 1605 an einem großen Auftrag von 300 Daisho. Nachdem er diese Arbeit vollendet hatte, arbeitete er weiter in Kamakura und starb 1638 im hohen Alter von 91 Jahren.
Aber auch die Arbeiten der Shinto-Schmiede bis zur 6. Generation, aktiv in der Genroku Ära (元禄, 1688–1704), sind von qualitativ hochwertiger Güte und erfreuen sich bei Sammlern von Nihonto großer Beliebtheit. Viele Arbeiten sind außerdem mit Horimono verziert. Jedoch gingen die typischen Charakteristika der alten Sōshū-Tradition mit der Zeit verloren, wie auch bei vielen anderen Schwertschmiede-Schulen in der Shinto-Zeit.